# Lijst van leden in de Orde van Karel III
Dit is de ledenlijst van de Spaanse Koninklijke Orde van Karel III (Real y Distinguida Orden Española de Carlos III). Volgens de statuten moeten de leden van adel zijn, hiervan wordt bij uitzondering afgeweken.

## Grootmeester
- Juan Carlos I, koning van Spanje
- Felipe VI, koning van Spanje (als kroonprins droeg hij het Ridderkruis met Keten)

## Ridder Grootkruis met Keten
- Boudewijn, Koning der Belgen
- Adolfo, hertog van Suárez
- Nicolas Sarkozy
- Leopoldo Calvo-Sotelo, markies van la Ría de Ribadeo
- Harald V, koning van Noorwegen
- Mohammed VI, koning van Marokko
- Haile Selassie, keizer van Ethiopië
- Abdul Halim, sultan van Kedah, Yang di-Pertuan Agong van Maleisië
- Mohammad Reza Pahlavi, sjah van Perzië
- Albert II, Koning der Belgen
- Elizabeth II koningin van Verenigd Koninkrijk

## Ridder Grootkruis
- Naruhito, kroonprins van Japan
- Sultan bin Abdoel Aziz al-Saoed
- Mohammed bin Rasjid Al Maktoem
- Maarschalk Foch
- Louis des Balbes de Berton de Crillon, hertog van Crillon en hertog van Mahon
- Miklós Horthy
- Juan Vicente de Güemes, graaf van Revilla Gigedo
- Mgr. Tedeschini, kardinaal-bisschop van Frascati
- Mgr. Tardini, kardinaal-staatssecretaris
- Otto, aartshertog van Habsburg-Lotharingen
- Miguel Ricardo de Álava y Esquivel
- Paul Étienne, burggraaf de Villiers du Terrage
- Anne Willem, baron van Nagell, heer van Rijnenburg
- Prins Bernhard der Nederlanden
- Agustín Muñoz Grandes

## Dame Grootkruis
- María Teresa Fernández de la Vega
- Carla Bruni
- Juliana der Nederlanden

## Grootofficier
- Gaston, baron van de Werve de Schilde, Provinciegouverneur van Antwerpen

## Officier
- Jean-Jacques Chapellie, stafchef van de Generale Staf van het Leger, 1832-1834

## Ridder
- Antonio Statella, prins van Cassaro, minister-president van het koninkrijk der Beide Siciliën
- Karl Carstens, Bondspresident van Duitsland[1]